# Churrätisches Reichsgutsurbar
Das Churrätische Reichsgutsurbar ist ein zwischen November 842 und Juli 843 angelegtes Verzeichnis des Besitzes des Reichsguts in Churrätien und des Klosters Pfäfers im Alpenrheintal und diesem angrenzenden Gebieten. Es wurde vermutlich zur Vorbereitung des Vertrags von Verdun erstellt.

## Geschichte
Das Churrätische Reichsgutsurbar wurde vermutlich zwischen November 842 und Juli 843 als Vorarbeit zum Vertrag von Verdun erstellt. In diesem geht es um die Reichsteilung zwischen Ludwig dem Deutschen sowie Karl dem Kahlen und Lothar. Für die heutige Geschichtsforschung ist das Churrätische Reichsgutsurbar von hervorragendem Quellenwert. Es ist nicht im Original erhalten, Fragmente aus diesem Verzeichnis sind als Abschrift des Schweizer Humanisten Aegidius Tschudi erhalten. Diesem diente eine Kopie aus der Zeit zwischen dem 10. und 12. Jahrhundert als Vorlage.
Im Urbar sind Höfe, Kirchen und nutzbare Rechte verzeichnet, die vier „ministeria“ angehörten, nämlich das „ministerium vallis Drusianae“, das das Walgau in Vorarlberg umfasst, das „ministerium in planis“, das das obere Alpenrheintal unterhalb der Landquart umfasst, das „ministerium in Tuverasca“, das das Vorderrheinthal oberhalb Churs umfasst und das „ministerium in Impedinis“, das das Tiefencastel und Oberhalbstein umfasst. Dem „ministerium in planis“ ist ein Urbar des Klosters Pfäfers beigefügt. Zwischen dem „ministerium in Tuverasca“ und dem „ministerium in Impedinis“ ist ein Abschnitt eingeschoben, der den Königszins („census regius“) von acht Ministerien und andere Geldeinkünfte aufzählt. Unter den acht Amtsbezirken ist der Bezirk im Walgau nicht genannt. Für diesen ist bereits am Ende der Güterbeschreibung der hier fällige Königszins verzeichnet. Die drei übrigen Ministerien sind aufgeführt, ausserdem fünf weitere. Diese sind Tumilasca, das heutige Domleschg, Chur, Bergell, das Oberengadin und das „ministerium Remedii“, das dem Unterengadin entspricht. Das Urbar ist demnach unvollständig erhalten, da vom Abschnitt in Impedinis der Schluss fehlt sowie gänzlich die Aufzählung der Güter von fünf Ministerien.
Auf dem Gebiet des heutigen Fürstentums Liechtenstein, das zusammen mit Werdenberg und Sargans damals den nördlichsten Teil des Gasterlandes und der Bündner Herrschaft als „ministerium in planis“ einen Verwaltungs- und Gerichtssprengel bildete, werden die Orte Schaan („Scana“, „Scanaua“, „Schana“), Balzers („Palazoles“), Eschen („Essane“) und Mäls jeweils erstmals erwähnt.
Aus dem heutigen Südtirol sind die Orte Morter im Vinschgau („in Venustis in villa Mortario“) und Nals („villa Nalles“) im Burggrafenamt genannt.